# باشگاه فوتبال تراکتور تبریز در فصل ۰۲–۱۴۰۱
باشگاه فوتبال تراکتور تبریز در قالب فصل ۲۲–۲۰۲۱، پنجاه و دومین سال فعالیت و شرکت در مسابقات فوتبال ایران است. تراکتور آذربایجان در فصل جاری، در لیگ برتر خلیج فارس و جام حذفی حضور دارد. 

## باشگاه
| سرمربی           | اسپانیا | پاکو خمز             |  |                  |         |            |
| کمک مربی         | اسپانیا | خواکین آلبرتو گیل    |  |                  |         |            |
| دستیار           | ایران   | محمد نصرتی           |  |                  |         |            |
| مدیر فنی         | نامشخص  | –                    |  |                  |         |            |
| مربی دروازه‌بانان | رومانی  | الین دینکا           |  | مربی تناسب اندام | ایتالیا | مارکو کاسر |
| آنالیزور         | ترکیه   | شاهین اویسال         |  |                  |         |            |
| سرپرست تیم       | ایران   | علی اکبر ذوالمجیدیان |  |                  |         |            |
| دکتر             | ایران   | کامران فخیمی         |  |                  |         |            |

## نقل و انتقالات

### بازیکنان ورودی
اولین خرید باشگاه تراکتور، محمدرضا خانزاده بود. این مدافع ۳۰ ساله که سابقه پوشیدن پیراهن های پرسپولیس و گل‌گهر را دارد و در جام جهانی ۲۰۱۴ و ۲۰۱۸ حضور داشته، با عقد قراردادی رسما به جمع شاگردان بردیف پیوست.
دومین خرید باشگاه تراکتور، یک بازیکن جوان و ملی‌پوش به نام میلاد کُر بود. این مدافع ۱۸ ساله سابقه بازی در رده های پایه سپاهان و ذوب‌آهن را دارد و در شش بازی ملی یک گل نیز به ثمر رسانده است.
دیگر خرید تبریزی‌ها یک ملی‌پوش امید دیگر بود. رضا کاخ‌ساز دروازه‌بان نیز با عقد قراردادی رسما به تراکتور پیوست. این گلر ۲۳ ساله سابقه بازی در قشقایی و پیکان را دارد.
همچنین پوریا آریاکیا در ازای انتقال قطعی حسین پورحمیدی به آلومینیوم، از باشگاه اراکی خریداری شد و این بازیکن ۳۱ ساله با امضای قراردادی به عضویت باشگاه تراکتور درآمد.
پنجمین خرید باشگاه تراکتور تبریز، یک وینگر ۲۵ ساله به نام محمدرضا عباسی بود. این بازیکن که سابقه پوشیدن پیراهن ذوب‌آهن و فولاد خوزستان را دارد از سرعت بالا و تکنیک زیبایی برخوردار است و اهل هرمزگان می‌باشد.
ششمین خرید قرمزپوشان آذربایجان، سجاد دانایی هافبک راست ذوب‌آهن بود و این بازیکن جوان و شوت‌زن با قراردادی رسمی به تراکتور پیوست. 
| پست       | نام             | سن | باشگاه قبلی | فصل خرید | توضیحات            | منبع  |
| --------- | --------------- | -- | ----------- | -------- | ------------------ | ----- |
| مدافع     | محمدرضا خانزاده | ۳۰ | گل‌گهر       | تابستان  |                    | [ ۳ ] |
| مدافع     | میلاد کر        | ۱۸ | ذوب‌آهن      | تابستان  |                    | [ ۴ ] |
| دروازه‌بان | رضا کاخ‌ساز      | ۲۳ | پیکان       | تابستان  |                    | [ ۵ ] |
| مدافع     | پوریا آریاکیا   | ۳۱ | آلومینیوم   | تابستان  | معاوضه با پورحمیدی | [ ۶ ] |
| هافبک     | محمدرضا عباسی   | ۲۵ | فولاد       | تابستان  |                    | [ ۷ ] |
| هافبک     | سجاد دانایی     | ۲۵ | ذوب‌آهن      | تابستان  |                    | [ ۸ ] |

### بازیکنان خروجی
تنها خروجی این فصل تراکتور، حسین پورحمیدی بود. این بازیکن که در استقلال توپ می‌زد، به صورت قرضی در آلومینیوم اراک بازی میکرد. پس از اینکه پورحمیدی با سعید مهری معاوضه شد، پورحمیدی موظف شد پس از پایان قرارداد قرضی به تراکتور ملحق شود. اما اراکی‌ها پیشنهاد معاوضه آریاکیا را در ازای دائمی کردن انتقال پورحمیدی به آلومینیوم ارائه کردند که با موافقت سران باشگاه تراکتور و سرمربی وقت همراه شد. 
| پست       | نام           | سن | انتقال به | فصل فروش | توضیحات           | منبع  |
| --------- | ------------- | -- | --------- | -------- | ----------------- | ----- |
| دروازه‌بان | حسین پورحمیدی | ۲۴ | آلومینیوم | تابستان  | معاوضه با آریاکیا | [ ۹ ] |